# Coppa di Serbia 2008-2009 (pallavolo femminile)
La Coppa di Serbia di pallavolo femminile 2008-2009 è stata la 3ª edizione della coppa nazionale di Serbia. Alla competizione hanno partecipato 16 squadre e la vittoria finale è andata per la terza volta consecutiva all'Odbojkaški klub Poštar.

## Regolamento
Alla competizione prendono parte sedici squadre: dieci provenienti dalla Superliga più altre sei proveniente dalla Prva Liga e le altre categorie minori. Le gare degli ottavi di finale si svolgono in gara unica, mentre quelle dei quarti di finale in gare di andata e ritorno. Le quattro squadre vincenti ai quarti si qualificano per la final-four.

## Squadre partecipanti
| - Dinamo Pančevo - Dubočica - Jedinstvo Stara Pazova - Jedinstvo Užice - Klek Srbijašume - Kolubara - Lazarevac - Poštar | - Putevi - Radnički Belgrado - Spartak Subotica - Stella Rossa - TENT - Vizura - Vojvodina - Volley Star Beograd |

## Risultati

### Calendario

#### Ottavi di finale
| - ore X -, Leskovac                                 | Dubočica               | 0 - 3 | TENT              | 7-25, 15-25, 10-25         |
| - ore X -, Prijepolje                               | Putevi                 | 0 - 3 | Stella Rossa      | 16-25, 16-25, 14-25        |
| - ore X Sportski centar Vizura, Belgrado            | Vizura                 | 3 - 1 | Radnički Belgrado | 25-19, 24-26, 25-19, 25-22 |
| - ore X -, Belgrado                                 | Volley Star Beograd    | 0 - 3 | Dinamo Pančevo    | 9-25, 13-25, 12-25         |
| - ore X Hala Sportova Dudova Šuma, Subotica         | Spartak Subotica       | 3 - 0 | Jedinstvo Užice   | 25-15, 25-23, 25-22        |
| - ore X Dvorana SC Slana Bara, Novi Sad             | Vojvodina              | 3 - 1 | Lazarevac         | 14-25, 25-21, 25-15, 25-16 |
| - ore X SRC Kolubara, Lazarevac                     | Kolubara               | 0 - 3 | Klek Srbijašume   | 17-25, 18-25, 20-25        |
| - ore X Hala Sportova u Staroj Pazovi, Stara Pazova | Jedinstvo Stara Pazova | 0 - 3 | Poštar            | 13-25, 13-25, 11-25        |

#### Quarti di finale

##### Andata
| - ore X Hala Sportova Dudova Šuma, Subotica | Spartak Subotica | 3 - 0 | Dinamo Pančevo | 25-20, 30-28, 25-13               |
| - ore X Dvorana SC Slana Bara, Novi Sad     | Vojvodina        | 0 - 3 | Stella Rossa   | 13-25, 8-25, 11-25                |
| - ore X Dvorana Miloš Grbić, Klek           | Klek Srbijašume  | 0 - 3 | Poštar         | 17-25, 10-25, 19-25               |
| - ore X Sportski centar Vizura, Belgrado    | Vizura           | 2 - 3 | TENT           | 25-23, 22-25, 17-25, 25-18, 12-15 |

##### Ritorno
| - ore X Dvorana Strelište, Pančevo          | Dinamo Pančevo | 3 - 1 | Spartak Subotica | 24-26, 25-18, 25-22, 27-25 |
| - ore X Šumice Sport Center, Belgrado       | Stella Rossa   | 3 - 0 | Vojvodina        | 25-23, 25-7, 25-16         |
| - ore X Dvorana Velefar, Belgrado           | Poštar         | 3 - 0 | Klek Srbijašume  | 25-20, 25-18, 25-17        |
| - ore X Sportsko-kulturni centar, Obrenovac | TENT           | 3 - 0 | Vizura           | 26-24, 25-16, 25-17        |

### Final-four

#### Tabellone
|  | Semifinali       | Semifinali       | Semifinali   |              |        | Finale | Finale | Finale |  |
|  |                  |                  |              |              |        |        |        |        |  |
|  | Poštar           | Poštar           | 3            |              |        |        |        |        |  |
|  | Poštar           | Poštar           | 3            |              |        |        |        |        |  |
|  | Spartak Subotica | Spartak Subotica | 1            |              |        |        |        |        |  |
|  | Spartak Subotica | Spartak Subotica | 1            |              | Poštar | Poštar | 3      |        |  |
|  |                  |                  |              |              | Poštar | Poštar | 3      |        |  |
|  |                  |                  | Stella Rossa | Stella Rossa | 0      |        |        |        |  |
|  | Stella Rossa     | Stella Rossa     | Stella Rossa | Stella Rossa | 0      | 3      |        |        |  |
|  | Stella Rossa     | Stella Rossa     |              |              |        |        |        |        |  |
|  | TENT             | TENT             | 1            |              |        |        |        |        |  |

#### Calendario

##### Semifinali
| 7 marzo 2009 - ore X Sportsko-kulturni centar, Obrenovac | Poštar       | 3 - 1 | Spartak Subotica | 25-16, 25-7, 26-28, 25-19  |
| 7 marzo 2009 - ore X Sportsko-kulturni centar, Obrenovac | Stella Rossa | 3 - 1 | TENT             | 25-19, 25-21, 20-25, 25-17 |

##### Finale
| 8 marzo 2009 - ore X Sportsko-kulturni centar, Obrenovac | Poštar | 3 - 0 | Stella Rossa | 25-16, 25-21, 25-17 |